# Passoncourt
Passoncourt est une ancienne commune française du  département des Vosges en région Grand Est. Elle est rattachée à celle de Rehaincourt en 1816.

## Toponymie
Anciennes mentions : Pisonis curta (1134), Ad rivum de Piennconcourt (1172), Peissoncourt (1304), Apud Pisoniscortem (xive siècle), Passoncourt (1413), Paussoncourt (1449), Passoncour (1656).

## Histoire
La commune de Passoncourt est réunie à celle de Rehaincourt en 1816.

## Démographie
| 1793 | 1800 | 1806 |
| ---- | ---- | ---- |
| 60   | 58   | 47   |